# Discographie de Loona
 (mars 2021).
La mise en forme du texte ne suit pas les recommandations de Wikipédia : il faut le « wikifier ».
Les points d'amélioration suivants sont les cas les plus fréquents. Le détail des points à revoir est peut-être précisé sur la page de discussion.
- Les titres sont pré-formatés par le logiciel. Ils ne sont ni en capitales, ni en gras.
- Le texte ne doit pas être écrit en capitales (les noms de famille non plus), ni en gras, ni en italique, ni en « petit »…
- Le gras n'est utilisé que pour surligner le titre de l'article dans l'introduction, une seule fois.
- L'italique est rarement utilisé : mots en langue étrangère, titres d'œuvres, noms de bateaux, etc.
- Les citations ne sont pas en italique mais en corps de texte normal. Elles sont entourées par des guillemets français : « et ».
- Les listes à puces sont à éviter, des paragraphes rédigés étant largement préférés. Les tableaux sont à réserver à la présentation de données structurées (résultats, etc.).
- Les appels de note de bas de page (petits chiffres en exposant, introduits par l'outil «  Source ») sont à placer entre la fin de phrase et le point final[comme ça].
- Les liens internes (vers d'autres articles de Wikipédia) sont à choisir avec parcimonie. Créez des liens vers des articles approfondissant le sujet. Les termes génériques sans rapport avec le sujet sont à éviter, ainsi que les répétitions de liens vers un même terme.
- Les liens externes sont à placer uniquement dans une section « Liens externes », à la fin de l'article. Ces liens sont à choisir avec parcimonie suivant les règles définies. Si un lien sert de source à l'article, son insertion dans le texte est à faire par les notes de bas de page.
- La présentation des références doit suivre les conventions bibliographiques. Il est recommandé d'utiliser les modèles {{Ouvrage}}, {{Chapitre}}, {{Article}}, {{Lien web}} et/ou {{Bibliographie}}. Le mode d'édition visuel peut mettre en forme automatiquement les références.
- Insérer une infobox (cadre d'informations à droite) n'est pas obligatoire pour parachever la mise en page.

Pour une aide détaillée, merci de consulter Aide:Wikification.
Si vous pensez que ces points ont été résolus, vous pouvez retirer ce bandeau et améliorer la mise en forme d'un autre article.
La discographie du girl group sud-coréen, Loona, se compose de six extended plays (EP), trois rééditions et douze albums singles. D'octobre 2016 à mars 2018, le label du groupe, Blockberry Creative, a sorti des albums singles pour chaque membre de Loona dans le cadre d'un projet de pré-débuts de 18 mois. Entre ces sorties, des EP interprétés par les sous-unités, Loona 1/3, Loona/Odd Eye Circle et Loona yyxy ont été publiés après les albums singles respectifs des membres de chaque sous-unité. Le projet de pré-débuts s'est terminé avec la sortie de « Favorite » le 7 août 2018, première chanson regroupant les douze membres. Le single est apparu plus tard sur [+ +], sorti le 20 août avec « Hi High ». L'EP a ensuite été réédité sous le nom de [XX] le 19 février 2019, avec le single « Butterfly ». Cette réédition a atteint la 4e place du Gaon Album Chart, tandis que le single a atteint la 90e place du Gaon Download Chart. Le deuxième EP du groupe, [#], est sorti le 5 février 2020, avec le single « So What ». Puis, en octobre, Loona sort un troisième EP intitulé [12:00] avec le single « Why Not? ».

## Mini-albums (EP)
| Titre                                                                       | Détails                                                                            | Classements | Classements | Classements | Ventes                                         |
| Titre                                                                       | Détails                                                                            | COR         | USA         | USA World   | Ventes                                         |
| --------------------------------------------------------------------------- | ---------------------------------------------------------------------------------- | ----------- | ----------- | ----------- | ---------------------------------------------- |
| [+ +]                                                                       | - Date de sortie : 20 août 2018 - Label : BlockBerry Creative, Danal/Music&NEW     | 2           | —           | 4           | - COR : plus de 63 458 - États-Unis : 1 000    |
| [#]                                                                         | - Date de sortie : 5 février 2020 - Label : BlockBerry Creative, Kakao M           | 2           | —           | 4           | - COR : plus de 83 111 - États-Unis : 3 000    |
| [12:00]                                                                     | - Date de sortie : 19 octobre 2020 - Label : BlockBerry Creative, Kakao M          | 4           | 112         | 4           | - COR : plus de 114 503 - États-Unis : 14 400, |
| [&]                                                                         | - Date de sortie : 28 juin 2021 - Label : BlockBerry Creative, Kakao Entertainment | 4           | —           | 14          | - COR : plus de 135 200                        |
| [Flip That]                                                                 | - Date de sortie : 20 juin 2022 - Label : BlockBerry Creative, Warner Music Korea  | 4           | —           | —           | - COR : plus de 154 400                        |
| "—" indique que l'album ne s'est pas classé ou n'est pas sorti dans ce pays |                                                                                    |             |             |             |                                                |

### En tant que sous-unités
| Titre                                                                       | Détails de l'album | Meilleures positions | Meilleures positions | Ventes         |
| Titre                                                                       | Détails de l'album | COR                  | US World             | Ventes         |
| --------------------------------------------------------------------------- | --- | -------------------- | -------------------- | -------------- |
| Love&Live                                                                   | - Interprété par : Loona 1/3 - Sortie : 13 mars 2017 - Label : Blockberry Creative - Formats : CD, téléchargement, streaming audio                 | 10                   | —                    | - COR : 7 130  |
| Mix&Match                                                                   | - Interprété par : Loona/Odd Eye Circle - Sortie : 21 septembre 2017 - Label : Blockberry Creative - Formats : CD, téléchargement, streaming audio | 16                   | 10                   | - COR : 7 869  |
| beauty&thebeat                                                              | - Interprété par : Loona yyxy - Sortie : 30 mai 2018 - Label : Blockberry Creative - Formats : CD, téléchargement, streaming audio                 | 4                    | 6                    | - COR : 18 138 |
| "—" indique que l'album ne s'est pas classé ou n'est pas sorti dans ce pays | |                      |                      |                |

## Rééditions
| Titre                                                    | Détails de l'album                                                                                       | Meilleures positions | Meilleures positions | Meilleures positions | Meilleures positions | Meilleures positions | Ventes                              |
| Titre                                                    | Détails de l'album                                                                                       | COR                  | FRA Dig.             | UK Down.             | US Heat.             | US World             | Ventes                              |
| -------------------------------------------------------- | --- | -------------------- | -------------------- | -------------------- | -------------------- | -------------------- | ----------------------------------- |
| [X X]                                                    | - Sortie : 19 février 2019 - Label : Blockberry Creative - Formats : CD, téléchargement, streaming audio | 3                    | 55                   | 48                   | 8                    | 4                    | - COR : 45 782 - États-Unis : 2 000 |
| "—" indique les versions qui n'ont pas été répertoriées. | |                      |                      |                      |                      |                      |                                     |

### En tant que sous-unités
| Titre     | Détails de l'album | Meilleures positions | Meilleures positions | Meilleures positions | Meilleures positions | Meilleures positions | Ventes         |
| Titre     | Détails de l'album | COR                  | FRA Dig.             | UK Down.             | US Heat.             | US World             | Ventes         |
| --------- | --- | -------------------- | -------------------- | -------------------- | -------------------- | -------------------- | -------------- |
| Love&Evil | - Interprété par : Loona 1/3 - Sortie : 27 avril 2017 - Label : Blockberry Creative - Formats : CD, téléchargement, streaming audio              | 24                   | —                    | —                    | —                    | 12                   | - COR : 5 924  |
| Max&Match | - Interprété par : Loona/Odd Eye Circle - Sortie : 31 octobre 2017 - Label : Blockberry Creative - Formats : CD, téléchargement, streaming audio | 7                    | —                    | —                    | —                    | 11                   | - COR : 11 136 |

## Albums singles
| Titre      | Détails de l'album                                                                                        | Meilleures positions | Ventes         |
| Titre      | Détails de l'album                                                                                        | COR                  | Ventes         |
| ---------- | --- | -------------------- | -------------- |
| HeeJin     | - Sortie : 5 octobre 2016 - Label : Blockberry Creative - Formats : CD, téléchargement, streaming audio   | 18                   | - COR : 7 757  |
| HyunJin    | - Sortie : 17 novembre 2016 - Label : Blockberry Creative - Formats : CD, téléchargement, streaming audio | 12                   | - COR : 6 499  |
| HaSeul     | - Sortie : 15 décembre 2016 - Label : Blockberry Creative - Formats : CD, téléchargement, streaming audio | 6                    | - COR : 10 982 |
| YeoJin     | - Sortie : 16 janvier 2017 - Label : Blockberry Creative - Formats : CD, téléchargement, streaming audio  | 17                   | - COR : 14 655 |
| ViVi       | - Sortie : 17 avril 2017 - Label : Blockberry Creative - Formats : CD, téléchargement, streaming audio    | 14                   | - COR : 8 716  |
| Kim Lip    | - Sortie : 23 mai 2017 - Label : Blockberry Creative - Formats : CD, téléchargement, streaming audio      | 13                   | - COR : 13 320 |
| JinSoul    | - Sortie : 26 juin 2017 - Label : Blockberry Creative - Formats : CD, téléchargement, streaming audio     | 18                   | - COR : 13 631 |
| Choerry    | - Sortie : 28 juillet 2017 - Label : Blockberry Creative - Formats : CD, téléchargement, streaming audio  | 9                    | - COR : 10 675 |
| Yves       | - Sortie : 28 novembre 2017 - Label : Blockberry Creative - Formats : CD, téléchargement, streaming audio | 12                   | - COR : 12 213 |
| Chuu       | - Sortie : 28 décembre 2017 - Label : Blockberry Creative - Formats : CD, téléchargement, streaming audio | 8                    | - COR : 17 680 |
| Go Won     | - Sortie : 30 janvier 2018 - Label : Blockberry Creative - Formats : CD, téléchargement, streaming audio  | 10                   | - COR : 15 066 |
| Olivia Hye | - Sortie : 30 mars 2018 - Label : Blockberry Creative - Formats : CD, téléchargement, streaming audio     | 11                   | - COR : 16 971 |

## Singles
| Chanson                                                  | Année | Meilleures positions | Meilleures positions | Meilleures positions | Meilleures positions | Ventes               | Album |
| Chanson                                                  | Année | COR                  | KOR Hot.             | US Pop               | US World             | Ventes               | Album |
| -------------------------------------------------------- | ----- | -------------------- | -------------------- | -------------------- | -------------------- | -------------------- | ----- |
| favOriTe                                                 | 2018  | —                    | —                    | —                    |                      |                      | [+ +] |
| Hi High                                                  | 2018  | —                    | —                    | —                    | 11                   |                      | [+ +] |
| Butterfly                                                | 2019  | —                    | —                    | —                    | 6                    | - États-Unis : 1 000 | [X X] |
| 365                                                      | 2019  | —                    | —                    | —                    |                      |                      | [#]   |
| So What                                                  | 2020  | —                    | 89                   | —                    | 4                    |                      | [#]   |
| Why Not?                                                 | 2020  | —                    | —                    | —                    | —                    | [12:00]              |       |
| Star                                                     | 2020  | —                    | —                    | 31                   | —                    | [12:00]              |       |
| PTT (Paint the Town)                                     | 2021  | 134                  | —                    | —                    | 9                    | [&]                  |       |
| "—" indique les versions qui n'ont pas été répertoriées. |       |                      |                      |                      |                      |                      |       |

### Singles promotionnels
| Titre                                                    | Année | Interprète                                                   | Meilleures positions | Meilleures positions | Album          |
| Titre                                                    | Année | Interprète                                                   | COR                  | US World             | Album          |
| -------------------------------------------------------- | ----- | ------------------------------------------------------------ | -------------------- | -------------------- | -------------- |
| ViViD                                                    | 2016  | HeeJin                                                       | —                    | —                    | HeeJin         |
| Around You                                               | 2016  | HyunJin                                                      | —                    | —                    | HyunJin        |
| Let Me In                                                | 2016  | HaSeul                                                       | —                    | 14                   | HaSeul         |
| Kiss Later                                               | 2017  | YeoJin                                                       | —                    | —                    | YeoJin         |
| Love&Live                                                | 2017  | Loona 1/3 (HeeJin, HyunJin, HaSeul et ViVi)                  | —                    | —                    | Love&Live      |
| Everyday I Love You                                      | 2017  | ViVi (feat. HaSeul)                                          | —                    | —                    | ViVi           |
| Sonatine                                                 | 2017  | Loona 1/3 (HeeJin, HyunJin, HaSeul et ViVi)                  | —                    | —                    | Love&Evil      |
| Eclipse                                                  | 2017  | Kim Lip                                                      | —                    | —                    | Kim Lip        |
| Singing In The Rain                                      | 2017  | JinSoul                                                      | —                    | —                    | JinSoul        |
| Love Cherry Motion                                       | 2017  | Choerry                                                      | —                    | —                    | Choerry        |
| Girl Front                                               | 2017  | Loona/Odd Eye Circle (Kim Lip, JinSoul et Choerry)           | —                    | —                    | Mix&Match      |
| Loonatic (English Ver.)                                  | 2017  | Loona/Odd Eye Circle (Kim Lip, JinSoul et Choerry)           | —                    | —                    | Max&Match      |
| Sweet Crazy Love                                         | 2017  | Loona/Odd Eye Circle (Kim Lip, JinSoul et Choerry)           | —                    | 15                   | Max&Match      |
| new                                                      | 2017  | Yves                                                         | —                    | —                    | Yves           |
| The Carol 2.0                                            | 2017  | ViVi, Choerry, Yves                                          | —                    |                      |                |
| Heart Attack                                             | 2017  | Chuu                                                         | —                    | —                    | Chuu           |
| One&Only                                                 | 2018  | Go Won                                                       | —                    | —                    | Go Won         |
| Egoist                                                   | 2018  | Olivia Hye (feat. JinSoul)                                   | —                    | 9                    | Olivia Hye     |
| love4eva                                                 | 2018  | Loona yyxy (Yves, Chuu, Go Won et Olivia Hye) (feat. Grimes) | —                    | —                    | beauty&thebeat |
| "—" indique les versions qui n'ont pas été répertoriées. |       |                                                              |                      |                      |                |

## Autres chansons classées
| Titre                                                    | Année | Interprète                        | Meilleures positions | Meilleures positions | Album      |
| Titre                                                    | Année | Interprète                        | COR                  | US World             | Album      |
| -------------------------------------------------------- | ----- | --------------------------------- | -------------------- | -------------------- | ---------- |
| The Carol                                                | 2016  | HeeJin, HyunJin, HaSeul           | —                    | 5                    | HaSeul     |
| Rosy                                                     | 2018  | Go Won, Olivia Hye (feat. HeeJin) | —                    | 22                   | Olivia Hye |
| "—" indique les versions qui n'ont pas été répertoriées. |       |                                   |                      |                      |            |

## Clips
| Titre                            | Année | Réalisation             |
| -------------------------------- | ----- | ----------------------- |
| ViViD                            | 2016  | VM Project Architecture |
| ViViD (Acoustic Mix)             | 2016  | VAM JINS (VAM)          |
| Around You                       | 2016  | Digipedi                |
| I'll Be There                    | 2016  | Digipedi                |
| Let Me In                        | 2016  | Digipedi                |
| The Carol                        | 2016  | Digipedi                |
| Kiss Later                       | 2017  | Digipedi                |
| My Sunday                        | 2017  | VAM JINS (VAM)          |
| My Melody                        | 2017  | VAM JINS (VAM)          |
| Love&Live                        | 2017  | Digipedi                |
| You And Me Together (Special MV) | 2017  | Digipedi                |
| Everyday I Love You              | 2017  | Digipedi                |
| Sonatine                         | 2017  | Digipedi                |
| Everyday I Need You              | 2017  | VAM JINS (VAM)          |
| Eclipse                          | 2017  | Digipedi                |
| Singing In The Rain              | 2017  | Digipedi                |
| Rain 51db                        | 2017  | Digipedi                |
| Love Cherry Motion               | 2017  | Digipedi                |
| Girl Front                       | 2017  | Digipedi                |
| Loonatic (Lyric ver. )           | 2017  | Digipedi                |
| Sweet Crazy Love                 | 2017  | Digipedi                |
| new                              | 2017  | Digipedi                |
| Around You (Special Ver.)        | 2017  | Inconnu                 |
| The Carol 2.0 (Lyric ver.)       | 2017  | Inconnu                 |
| Heart Attack                     | 2017  | Digipedi                |
| One&Only                         | 2018  | Digipedi                |
| Egoist                           | 2018  | Digipedi                |
| love4eva                         | 2018  | Digipedi                |
| Favorite                         | 2018  | Digipedi                |
| Hi High                          | 2018  | Digipedi                |
| Butterfly                        | 2019  | Digipedi                |
| So What                          | 2020  | Digipedi                |
| Why Not?                         | 2020  | Digipedi                |
| Star                             | 2020  | MOSWANTD                |